# Hiệp ước Latêranô
Hiệp ước Latêranô (tiếng Ý: Patti Lateranensi; tiếng Latinh: Pacta Lateranensia) là một phần của các Điều ước Latêranô năm 1929 giữa Vương quốc Ý dưới thời Vittorio Emanuele III và Benito Mussolini và Tòa Thánh dưới thời Giáo hoàng Piô XI về vấn đề Roma. Hiệp ước Latêranô được ký tại Cung điện Lateran vào ngày 11 tháng 2 năm 1929 và được Nghị viện Ý phê chuẩn vào ngày 7 tháng 6 năm 1929.
Hiệp ước thành lập Thành Vatican như một quốc gia độc lập thuộc chủ quyền của Tòa Thánh và bồi thường Tòa Thánh vì mất đi Lãnh địa Giáo hoàng. Năm 1948, Hiệp ước Latêranô được Hiến pháp Ý công nhận là văn bản cơ bản của mối quan hệ giữa Ý và Giáo hội Công giáo. Sau khi hiệp ước được sửa đổi đáng kể vào năm 1984, Công giáo không còn là quốc giáo của Ý.

## Nội dung
Các Điều ước Latêranô gồm ba điều ước: một hiệp ước hòa giải gồm 27 điều, một điều ước tài chính gồm ba điều và một giáo ước gồm 45 điều. Tòa Thánh coi điều ước tài chính như một phụ lục của hiệp ước hòa giải:
- Một hiệp ước thành lập Thành Vatican và thừa nhận chủ quyền của Tòa Thánh, kèm theo bốn phụ lục:
  - Bản đồ lãnh thổ của Thành Vatican
  - Bản đồ các tài sản thuộc sở hữu Tòa Thánh ở Ý được hưởng quyền ngoại trị, không bị tịch thu và được miễn thuế
  - Bản đồ các tài sản thuộc thuộc sở hữu Tòa Thánh ở Ý không bị tịch thu và được miễn thuế nhưng không được hưởng quyền ngoại trị
  - Một điều ước tài chính thanh toán các yêu cầu bồi thường lãnh thổ, tài sản của Tòa Thánh sau khi Vương quốc Ý chiếm Roma vào năm 1870[a]
- Một giáo ước thiết lập mối quan hệ giữa Giáo hội Công giáo và Ý.

## Lịch sử

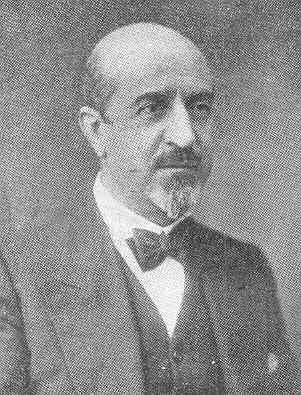
Francesco Pacelli, cố vấn pháp lý của Giáo hoàng Piô XI và Hồng y Quốc vụ khanh Pietro Gasparri trong quá trình đàm phán Hiệp ước Latêranô

Năm 1870, Vương quốc Ý chiếm đóng, sáp nhập Roma, nhưng Tòa Thánh từ chối thừa nhận chủ quyền của nhà nước Ý đối với lãnh thổ cũ của Tòa Thánh, được gọi là vấn đề Roma.
| “ | Các giáo hoàng biết rằng Roma phải là thủ đô của Ý. Họ không muốn cai trị Roma hoặc phải quản lý một vương quốc, điều mà họ thật sự mong muốn là độc lập, một chỗ đứng trên thế giới không thuộc về bất kỳ vua chúa nào khác. | ” |

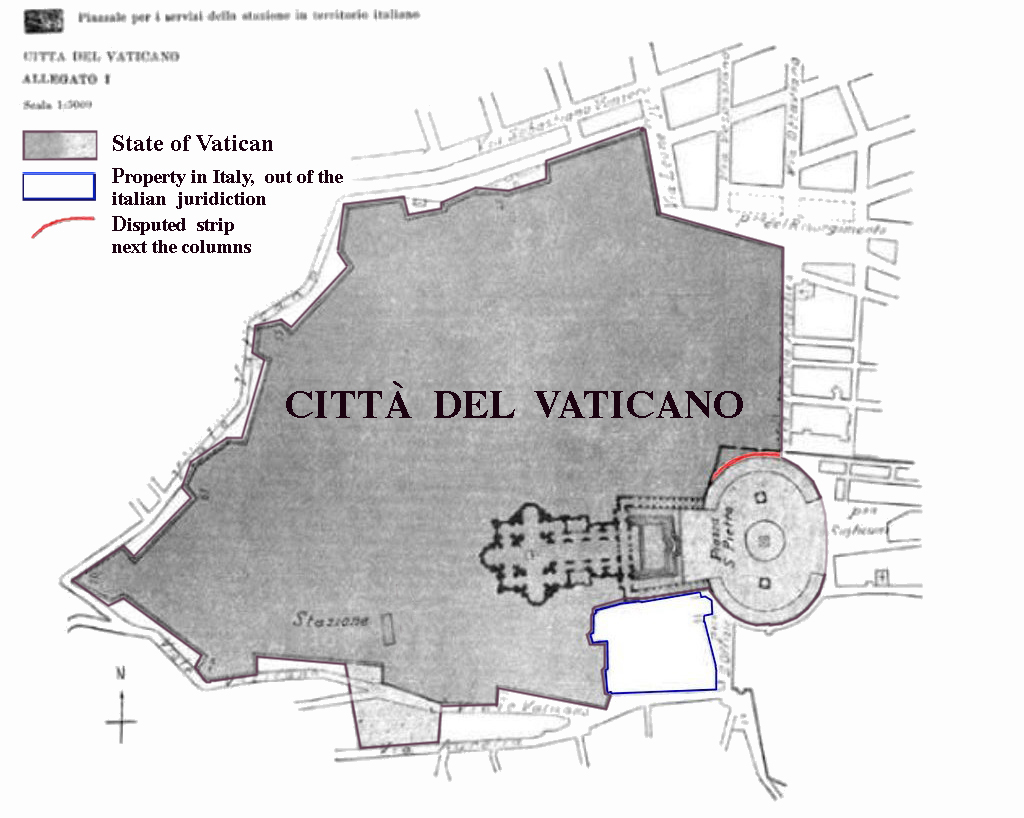
Lãnh thổ Thành Vatican theo Hiệp ước Latêranô

Năm 1871, Nghị viện Ý thông qua Luật Bảo đảm, quy định chính phủ Ý cho phép Giáo hoàng Piô IX và những giáo hoàng kế nhiệm dùng Điện Tông tòa và Cung điện Lateran và trả cho Tòa Thánh 3.250.000 lire Ý mỗi năm. Tòa Thánh bác bỏ đề nghị của chính phủ Ý vì cho rằng Giáo hội Công giáo phải hoàn toàn độc lập với mọi quốc gia. Từ năm 1870 đến năm 1929, các giáo hoàng tự nhận là "người tù ở Vatican".

Bản đồ Thành Vatican

Năm 1926, chính phủ phát xít Ý của Thủ tướng Benito Mussolini bắt đầu đàm phán với Tòa Thánh để giải quyết vấn đề Roma. Ngày 11 tháng 2 năm 1929, Mussolini thay mặt Quốc vương Vittorio Emanuele III và Hồng y Quốc vụ khanh Pietro Gasparr thay mặt Giáo hoàng Piô XI ký các Điều ước Latêranô. Các Điều ước Latêranô được Nghị viện Ý phê chuẩn vào ngày 7 tháng 6 năm 1929.
Theo các Điều ước Latêranô, nhà nước Ý thừa nhận chủ quyền của Tòa Thánh đối với Thành Vatican và Tòa Thánh cam kết sẽ luôn trung lập trong quan hệ quốc tế và không làm trung gian hòa giải trong mọi cuộc tranh chấp trừ khi có yêu cầu cụ thể từ tất cả các bên. Ngoài ra, chính phủ Ý xác nhận Công giáo là quốc giáo của Ý theo Quy chế Albertino.

### Sau năm 1946
Sau Chiến tranh thế giới thứ hai, Hiến pháp Cộng hòa Ý được thông qua năm 1948, xác định rằng các Điều ước Latêranô điều chỉnh mối quan hệ giữa nhà nước Ý và Giáo hội Công giáo. Năm 1984, giáo ước được sửa đổi đáng kể, bãi bỏ nguyên tắc Công giáo là quốc giáo của Ý và sửa đổi các điều kiện về việc nhà nước thừa nhận hôn nhân do Giáo hội Công giáo thực hiện và tuyên bố hủy hôn của Giáo hội Công giáo. Ngoài ra, nhà nước Ý ngừng công nhận tước hiệp sĩ, danh hiệu quý tộc do Tòa Thánh ban tặng, từ bỏ quyền yêu cầu Tòa Thánh ban tặng danh dự cho người thực hiện các chức năng tôn giáo cho nhà nước hoặc vương tộc Savoia và từ bỏ quyền phản đối việc bổ nhiệm các giám mục của Tòa Thánh.

## Vi phạm
Tòa Thánh coi các luật chủng tộc của Ý cấm người Do Thái kết hôn với người không phải Do Thái, bao gồm giáo dân, là hành vi vi phạm các Điều ước Latêranô vì Điều 34 Giáo ước quy định các cuộc hôn nhân do Giáo hội Công giáo thực hiện sẽ luôn được chính quyền chấp nhận, được Tòa Thánh hiểu rằng là áp dụng cho tất cả các cuộc hôn nhân ở Ý do giáo sĩ Công giáo cử hành, bất kể đức tin của người kết hôn. Giáo ước quy định Giáo hội Công giáo có độc quyền quản lý việc hôn nhân của giáo dân.